# Henk Tjon
Henk Tjon, voluit Henk Tjon Tam Pau (Paramaribo, 25 augustus 1948 - aldaar, 18 september 2009) was een Surinaams toneelschrijver en theatermaker.
Tjon studeerde in Nederland voor regisseur en kwam nadien terecht bij de Haagse Comedie. Samen met onder meer Thea Doelwijt, maakte Tjon aan het einde van de jaren zestig het bekende cabaretprogramma Land te koop. In 1970 keerde hij terug naar Suriname en stichtte er in het begin van de jaren zeventig het Surinaamse Doe-theater, samen met Thea Doelwijt. Tjons toneelstukken waren nationalistisch en sociaal-kritisch van aard. Hij was tevens een van de organisatoren van Carifesta, het grootste kunstfestival van de Caraïben, dat afwisselend in een ander land plaatsvindt.
In 2020 was aan Henk Tjon een maand op de Iconenkalender van NAKS gewijd.